# Битва під Кірхгольмом
Би́тва під Кірхго́льмом (нім. Schlacht bei Kirchholm; пол. Bitwa pod Kircholmem; швед. Slaget vid Kirkholm) — битва, що відбулася 17 (27) вересня 1605 року біля Кірхгольма в Лівонії (сучасний Саласпілс, Латвія) між Швецію та Річчю Посполитою. Шведськими військами командував шведський король Карл IX, а силами Речі Посполитої — великий литовський гетьман Ян-Кароль Ходкевич. Закінчилася перемогою польсько-литовського війська. Одна з найбільших битв польсько-шведської війни 1600—1611 років. Запам'яталася як один з найбільших тріумфів кавалерії Речі Посполитої.

## Передумови
Гетьман Ян Кароль Ходкевич зібрав своє військо під Дерптом, вранці 25 вересня вивів їх маршем на Ригу, де була шведська облога, розпочата 23 вересня 1605 року. Дводенний 80-кілометровий марш закінчився ввечері 26 вересня неподалік від Кірхгольмом.
Шведський король Карл IX Ваза, дізнавшись про підхід польсько-литовського війська, вивів в ніч на 27 вересня майже все військо назустріч Яну Каролю Ходкевичу, залишивши під Ригою невеликі сили для підтримки облоги.

## Учасники

### Швеція

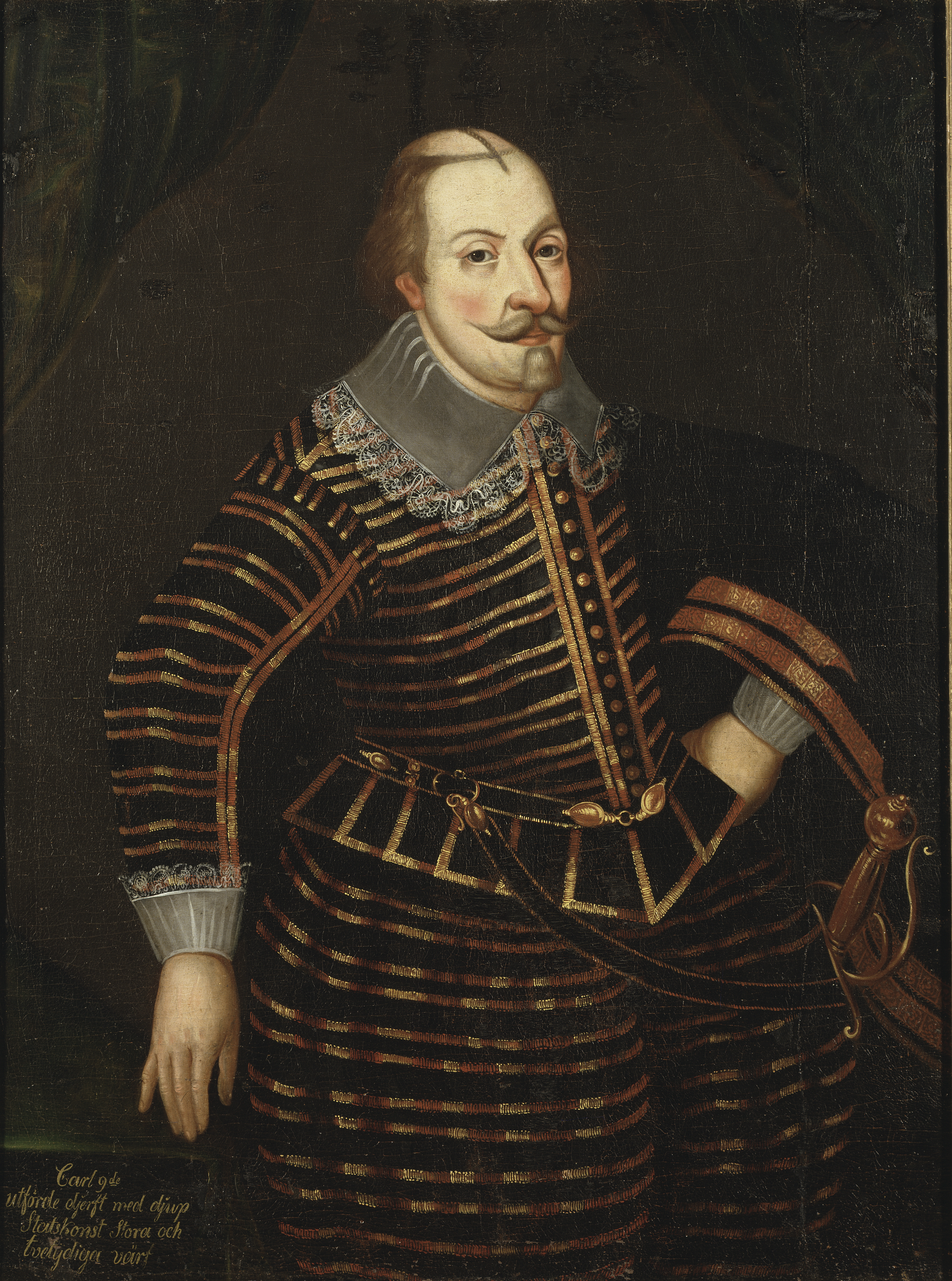
Карл ІХ

Шведське військо нараховувало 10868 вояків.
У піхоті нараховувалося 8268 воків. До неї входили 400 німецьких солдатів князя Люнебурзького, батальйон гвардії числом у 394 шведів (драбантів і палацових охоронців), шведський полк з 1872 солдат під командуванням Андерса Стюарта, шведсько-німецький полк Йозефа Мікаельсона у 534 чоловік, змішаний полк Андерса Леннартссона у 1402 вояки, до якого окрім шведи входили шотландці, німці, поляки і угорці; полк графа Йоахіма фон Мансфельда числом 725 солдат, шведські полки Єспера Андерсона і Ганса Рехенберга по 1590 і 951 вояків відповідно; а також 2 хорогви фінської піхоти у 500 вояків.
Шведські кіннота складалася з 2500 вояків, переважно шведів, фінів та лівонських німців. Вона поділялася на 3 полки. Королівський полк, яким командував Карл ІХ, нараховував 1055 кавалеристів із Західної Готії, Смоланду й Парнави. Полк Андерса Леннартссона мав 1035 вершників — лівонців, шведів і фінів. Найменшим був кінний полк графа Мансфельда — він складався лише з 410 шведських вояків з Уппланду, Вестманланду, Східої Готії, Смоланду і Седерманланду.
| Рід                       | Полк                      | Корогви                                     | Походження                  | 23/23.IX | 27/17.IX (поправки)  | 27/17.IX |
| ------------------------- | ------------------------- | ------------------------------------------- | --------------------------- | -------- | -------------------- | -------- |
| Кіннота                   | короля                    | Hoffanan Gwardia                            | шведи                       | 226      | 226                  | 226      |
| Кіннота                   | короля                    | Sigge Arfwedsonn                            | шведи (Західна Готія)       | 128      | 128 (125)            | 125      |
| Кіннота                   | короля                    | Erich Börgilsonn                            | шведи (Західна Готія)       | 173      | 143                  | 143      |
| Кіннота                   | короля                    | Nils Olofsonn (Drake)                       | шведи (Західна Готія)       | 113      | 112 (110)            | 110      |
| Кіннота                   | короля                    | Elaes Knutzsonn                             | шведи (Західна Готія)       | 114      | 114                  | 114      |
| Кіннота                   | короля                    | Johan Abel                                  | шведи (Смоланд)             | 241      | 141 (122)            | 122      |
| Кіннота                   | короля                    | Arfwed Pedersonn                            | шведи (Смоланд)             | 147      | 147 (141)            | 141      |
| Кіннота                   | короля                    | Fabian von Pilen (Hendrik Rebinder)         | лівонці (Парнава)           | 77       | 74                   | 74       |
| Разом:                    | Разом:                    | Разом:                                      | Разом:                      | 1219     | 1085                 | 1055     |
| Кіннота                   | Anders Lennartsson        | Anders Linderson (тілоохоронці)             | лівонці                     | -        | 130                  | 130      |
| Кіннота                   | Anders Lennartsson        | Reincholdt Engdis (легка кіннота Rennfahne) | лівонці                     | 148      | 124                  | 124      |
| Кіннота                   | Anders Lennartsson        | Gert Lyf                                    | лівонці (Лоде)              | 59       | 66                   | 66       |
| Кіннота                   | Anders Lennartsson        | Engelbert Tysenhaus                         | лівонці (Дорпат)            | 85       | 85                   | 85       |
| Кіннота                   | Anders Lennartsson        | Jörgen Reydner                              | -                           | 73       | -                    | -        |
| Кіннота                   | Anders Lennartsson        | Peder Schwensons                            | шведи                       | 98       | 98                   | 98       |
| Кіннота                   | Anders Lennartsson        | Jöns Pedersonn                              | фіни                        | 180      | 180                  | 180      |
| Кіннота                   | Anders Lennartsson        | Sigfrid Hindersonn                          | фіни                        | 126      | 126                  | 126      |
| Кіннота                   | Anders Lennartsson        | Claes Erichsonn                             | фіни                        | 126      | 126                  | 126      |
| Кіннота                   | Anders Lennartsson        | Lindwed Claesonn                            | фіни                        | 100      | 100                  | 100      |
| Разом:                    | Разом:                    | Разом:                                      | Разом:                      | 995      | 1035                 | 1035     |
| Кіннота                   | графа Мансфельда          | Hans Olofsonn                               | шведи (Уппланд-Вестманланд) | 137      | 137 (125)            | 125      |
| Кіннота                   | графа Мансфельда          | Swen Some                                   | шведи (Східна Готія)        | 122      | 122 (110)            | 110      |
| Кіннота                   | графа Мансфельда          | Nils Erichsonn                              | шведи (Смоланд)             | 120      | 120 (100)            | 100      |
| Кіннота                   | графа Мансфельда          | Bastian Bonat                               | шведи (Седерманланд)        | 108      | 198 (75)             | 75       |
| Разом:                    | Разом:                    | Разом:                                      | Разом:                      | 487      | 577                  | 410      |
| Кіннота разом:            | Кіннота разом:            | Кіннота разом:                              | Кіннота разом:              | 2701     | 2697 (2500)          | 2500     |
| Піхота                    | князя Люнебурзького       |                                             | німці                       | 400      | 400                  | 400      |
| Піхота                    | батальйон гвардії         | драбанти                                    | шведи                       | 150      | 150                  | 150      |
| Піхота                    | батальйон гвардії         | палацова охорона                            | шведи                       | 244      | 244                  | 244      |
| Разом:                    | Разом:                    | Разом:                                      | Разом:                      | 394      | 394                  | 394      |
| Піхота                    | Anders Stuart             | Jöran Pedersonn (Peder Jöranson)            | шведи (Вестманланд)         | 238      | 238                  | 238      |
| Піхота                    | Anders Stuart             | Erich Larsonn                               | шведи (Єстрікланд)          | 243      | 243                  | 243      |
| Піхота                    | Anders Stuart             | Biörn Tordsonn                              | шведи (Західна Готія)       | 150      | 150                  | 150      |
| Піхота                    | Anders Stuart             | David Lintze                                | шведи (Західна Готія)       | 130      | 130                  | 130      |
| Піхота                    | Anders Stuart             | Peder Erichsonn                             | шведи (Західна Готія)       | 257      | 257                  | 257      |
| Піхота                    | Anders Stuart             | Benckt Arfwedsonn                           | шведи (Західна Готія)       | 215      | 215                  | 215      |
| Піхота                    | Anders Stuart             | Peder Staffansonn                           | шведи (Даларна)             | 178      | 178                  | 178      |
| Піхота                    | Anders Stuart             | Peder Hansonn                               | шведи (Смоланд)             | 127      | 127                  | 127      |
| Піхота                    | Anders Stuart             | Nils Pedersonn                              | шведи (Смоланд)             | 200      | 200                  | 200      |
| Піхота                    | Anders Stuart             | Joen Olofsonn                               | шведи                       | 167      | 134                  | 134      |
| Разом:                    | Разом:                    | Разом:                                      | Разом:                      | 1905     | 1872                 | 1872     |
| Піхота                    | Josef Mikaelsson          | Peder Olofsonn                              | шведи                       | 142      | 142                  | 142      |
| Піхота                    | Josef Mikaelsson          | Oloff Ingemaesonn                           | шведи                       | 124      | 124 (117)            | 117      |
| Піхота                    | Josef Mikaelsson          | Simon Pedersonn                             | шведи (Західна Готія)       | 133      | 124 (124)            | 124      |
| Піхота                    | Josef Mikaelsson          | Jöns Larsonn                                | шведи (Західна Готія)       | 82       | 72 (73)              | 73       |
| Піхота                    | Josef Mikaelsson          | Hans Häfwich                                | німці                       | 78       | 78                   | 78       |
| Разом:                    | Разом:                    | Разом:                                      | Разом:                      | 559      | 540 (534)            | 534      |
| Піхота                    | Anders Lennartsson        | Hopman Forbus                               | шотландці                   | 186      | 186                  | 186      |
| Піхота                    | Anders Lennartsson        | Hans Schel                                  | німці                       | 135      | 135 (115)            | 115      |
| Піхота                    | Anders Lennartsson        | Simon Simansonn                             | німці                       | 186      | 186                  | 186      |
| Піхота                    | Anders Lennartsson        | Winsens (Hopman) Norman                     | німці                       | 150      | 150                  | 150      |
| Піхота                    | Anders Lennartsson        | Jacob Friedthen                             | німці                       | 127      | 127 (113)            | 113      |
| Піхота                    | Anders Lennartsson        | Påfwel Stiliken                             | поляки                      | 106      | 194 (97)             | 97       |
| Піхота                    | Anders Lennartsson        | Tideman Skrowe                              | поляки                      | 86       | 81                   | 81       |
| Піхота                    | Anders Lennartsson        | Erwat Michael (Horvath)                     | угорці                      | 113      | 113                  | 113      |
| Піхота                    | Anders Lennartsson        | Erich Benchtsonn                            | -                           | 161      | 161                  | 161      |
| Піхота                    | Anders Lennartsson        | Peder Torstensonn                           | -                           | 200      | 200                  | 200      |
| Піхота                    | Anders Lennartsson        | Peder Torstensonn                           | шведи (Вестманланд)         | 125      | 125                  | -        |
| Разом:                    | Разом:                    | Разом:                                      | Разом:                      | 1575     | 1658 (1527)          | 1402     |
| Піхота                    | графа Мансфельда          | -                                           | -                           | 1000     | 1000                 | 725      |
| Піхота                    | Jesper Anderson           | Jacob Thomsonn                              | шведи (Даларна)             | 285      | 263 (230)            | 230      |
| Піхота                    | Jesper Anderson           | Peder Nilsonn                               | шведи (Бергслаген)          | 262      | 261 (223)            | 223      |
| Піхота                    | Jesper Anderson           | Jöran (Göran) Hindersonn                    | шведи (Бергслаген)          | 133      | 133 (119)            | 119      |
| Піхота                    | Jesper Anderson           | Lars (Lasse) Hansonn                        | шведи (Бергслаген)          | 136      | 136 (100)            | 100      |
| Піхота                    | Jesper Anderson           | Michel Matzsonn                             | шведи (Вестманланд)         | 187      | 187 (175)            | 175      |
| Піхота                    | Jesper Anderson           | Joen Morthensonn                            | шведи (Вестманланд)         | 133      | 133                  | 133      |
| Піхота                    | Jesper Anderson           | Peder Monsonn (Månsson)                     | шведи (Східна Готія)        | 260      | 260                  | 260      |
| Піхота                    | Jesper Anderson           | Toris (Tyris) Pedersonn                     | шведи (Східна Готія)        | 217      | 217                  | 217      |
| Піхота                    | Jesper Anderson           | Anders Jonsonn                              | шведи (Даларна)             | 133      | 133                  | 133      |
| Разом:                    | Разом:                    | Разом:                                      | Разом:                      | 1746     | 1723                 | 1590     |
| Піхота                    | Hans Rechenberger         | Olaff Pedersonn                             | шведи (Норрботтен)          | 363      | 369 (328)            | 328      |
| Піхота                    | Hans Rechenberger         | Peder Joensonn                              | шведи (Інгрія)              | 303      | 303 (244)            | 244      |
| Піхота                    | Hans Rechenberger         | Karl Axelsonn                               | шведи (Гельсінгланд)        | 315      | 312 (289)            | 229      |
| Піхота                    | Hans Rechenberger         | Nils Biörsonn                               | шведи (Медельпад)           | 191      | 192 (172, 150)       | 150      |
| Разом:                    | Разом:                    | Разом:                                      | Разом:                      | 1172     | 1176 (1033, 1011)    | 951      |
| 2 хорогви фінської піхоти | 2 хорогви фінської піхоти | 2 хорогви фінської піхоти                   | 2 хорогви фінської піхоти   | -        | 500                  | 500      |
| Піхота разом:             | Піхота разом:             | Піхота разом:                               | Піхота разом:               | 8751     | 9263 (8983, 8961)    | 8268     |
| Військо разом:            | Військо разом:            | Військо разом:                              | Військо разом:              | 11451    | 11960 (11680, 11658) | 10868    |

### Річ Посполита

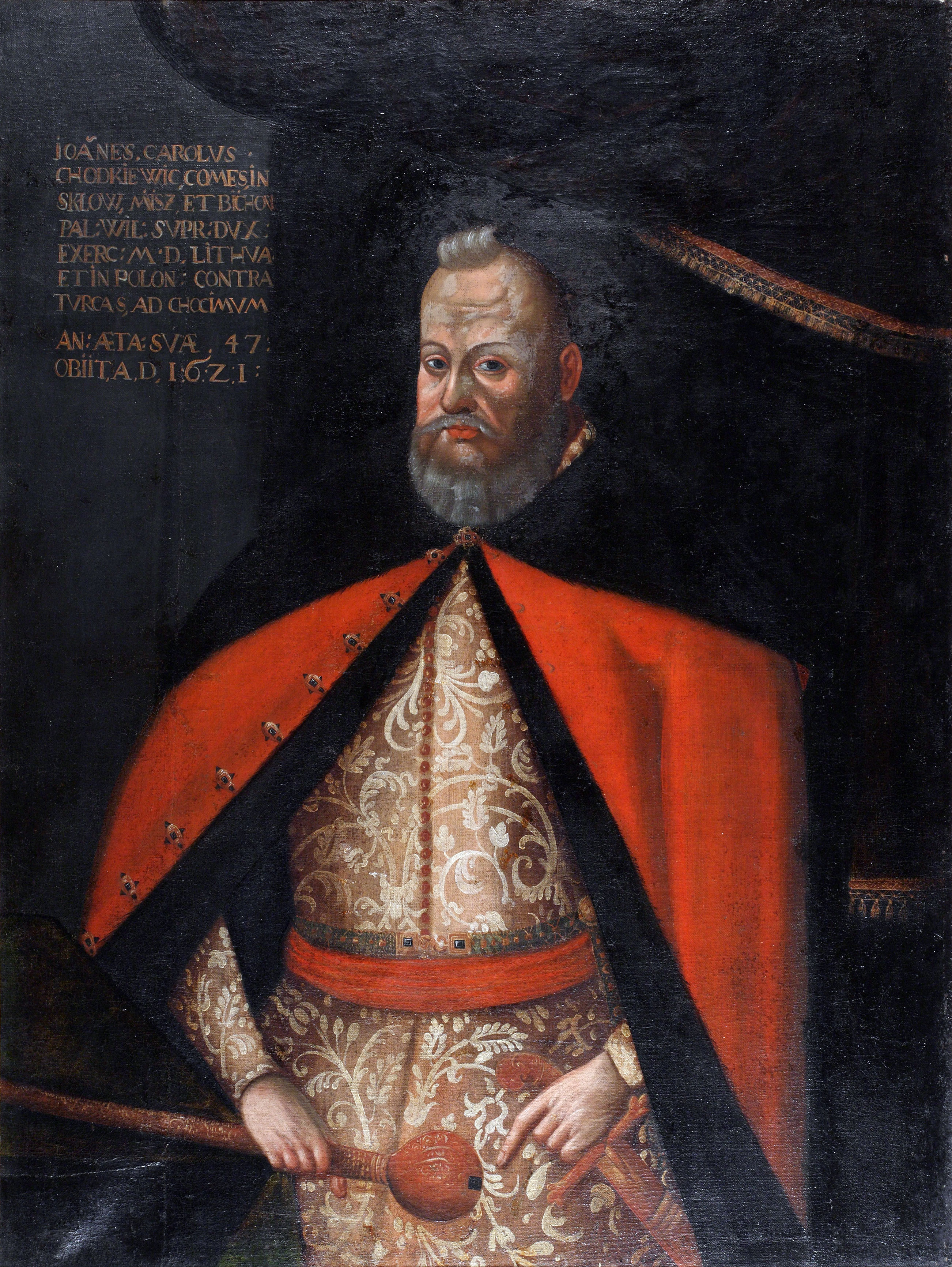
Ян Ходкевич

- польний гетьман литовський Ян-Кароль Ходкевич
- 700 гусарів і волонтерів литовського ротмістра Яна-Петра Сапєги.
- 300 курляндських рейтарів курляндського герцога Фрідріха Кеттлера.
- 300 гусарів сіверського поручника Вінцентія Війни.
- 900 гусарів Томаша Домброви.
- 200 гусарів і 600 вояків (волонтери і 2 татарські хорогви) литовського ротмістра Федора Ляцького.

| Ordre de bataille Eryka Dahlberga           | Rysunek Józefa Naronowicza-Narońskiego | Carolomachi, quafelix victoria                                                | Equitis Lituani Debello Livonico perdeccennium gesto                            | Sława losuszczęśliwego w Inflantach Erasmusa Rzetowskiego | Pamiątka albo Kolumny niesmiertelnosci Szymona Ślaskiego |
| ------------------------------------------- | -------------------------------------- | ----------------------------------------------------------------------------- | ------------------------------------------------------------------------------- | --------------------------------------------------------- | -------------------------------------------------------- |
| Coßaker Boghdan Ibrahim (3 хоругви)         | Богдан (1 хоругва) Абрам (1 хоругва)   | Богдан 100 Абрам 100 Velites                                                  |                                                                                 | Богдан (100 коней) Абрагім (100 коней) Ferentari          |                                                          |
| Dobrowa (2 хорогви)                         | Dąbrowa (2 хорогви)                    | Dambrowa 200                                                                  | Thomas Dąbrowa cum cc. equitibus lanceatis                                      | Dąbrowa (200 коней)                                       | Dąbrowa                                                  |
| Wils Kowie (5 прапорців)                    |                                        | Wilkowski 130                                                                 |                                                                                 | Wilkowski (130 людей)                                     | Wilczkowski                                              |
| Kroliewo Rÿttars (2 хорогви)                | Lacki                                  | Lacki 200                                                                     | Ex equitibus cc. Theodori Lacki                                                 | Teodor Lacki (200 коней)                                  | Lacki, porucznicy Sołomski i Repecki                     |
| Elof Saken (5 прапорців)                    |                                        | Gansiewski 200 Dzikowski 150                                                  | Ludocicus Gąsiewski                                                             | Gosiewski (200 людей) Dzikowski (150 людей)               | Gąsiewski Dzikowski                                      |
| Mathias von der Reck Churlender (2 корнети) | Książę kurlandzki (3 корнети)          | Dux Curla[n]d[iae] equ[ites] 300 Reccius Curonibus                            | Ducis Curalndaie ccc. equites Germani praefecto Mathia Rekio                    | Książę kurlandzki (300 коней)                             | Książę kurlandzki                                        |
| Kroliew Masquetars (2 прапорці)             |                                        | praefecto Ressa 400                                                           |                                                                                 | Piechota hetmana (400 людей)                              | Ross                                                     |
| Kroliewo Rÿtt[ars] (3 хорогви = 1+2)        | W. Woyna (2 хорогви)                   |                                                                               | Tria Ducis ipsius vexilla equitum hastatotu praefectoVincentio Woyna            | 3 chorągwie hetmana (300 коней)                           | W. Woyna                                                 |
| Niewa Rofskj (3 прапорці)                   |                                        | Niewiarowski 60                                                               |                                                                                 | Niewiarowski (160 людей)                                  | Niewiarowski                                             |
| Niewa Rofskj (1 хорогва)                    | Niewiarowski                           | Nieviarovius 100                                                              | Felicis Niewiarowski centum lanceati                                            |                                                           | Niewiarowski, porucznik Jan Czudowski                    |
| Mplozkj (3 хорогви)                         | Aleksander Chodkiewicz                 | Alexa[ndri] Chodkiewicz Pal[atinus] Troc[ensis] 150 prae[fecto] Mlodzky       | Alexa[n]dri Chodkiewicz Palatini Trocensis, equites cc, praefecto Andrea Młocki | Wojewoda trocki (150 коней)                               | Alex. Chodkiewicz, porucznik Młodzki                     |
| Coßaker Sakariaz (3 хорогви)                | Sakin Mustafa (1 chorągiew)            | Sakin 100 Mustafa 50 Velites                                                  |                                                                                 | Salim (100 коней) Mustafa (100 коней) Ferentarij          |                                                          |
| Gerard Fitinghoh (2 корнети)                | Fiting                                 | Wittingus 100                                                                 | Gotardus a Vittingk                                                             | Filink (100 коней)                                        |                                                          |
| Wolter von Pletenberg (3 корнети)           | Plettenberg                            | Pletebergius equites Livones 50                                               | Valterus Platenberg                                                             | Pletenberg (50 коней)                                     |                                                          |
|                                             |                                        | Walen Rigae 50                                                                |                                                                                 | Wal (60 коней)                                            |                                                          |
| Cosakofskj (1 хорогва)                      | Kosakowski husarze                     |                                                                               | Franciscus Kossokowski ceturio equitum hastatorum                               | Kosakowski (100 коней)                                    | Kosakowski                                               |
|                                             | Kozm                                   |                                                                               |                                                                                 |                                                           |                                                          |
| Laskj(2 хорогви)                            | Lacki (2), patrz wyżej                 |                                                                               |                                                                                 |                                                           |                                                          |
|                                             | Giedrójć                               | Giedroyc 100                                                                  | Marcianus Giedroyc, hastatorum equitum centuriones                              | Giedroyć (100 коней)                                      | Giedroyć                                                 |
| Burukofskj (2 хорогви)                      | Borowski                               | Borkowius                                                                     | Boruchowski, hastatorum equitum centuriones                                     | Doruchowski (100 коней)                                   |                                                          |
| Saphia (2 хорогви)                          | Sapieha                                | Ioan[nis] Sapieha]200                                                         | Joannis Sapiae ce[n]tum equites hastati                                         | Sapieha (100 коней)                                       | Sapieha                                                  |
|                                             |                                        | Pilta[en]si[um] Euhold[us] pref[ectus]                                        | Sakcius Piltensiumequitum praefectus(Piltensium Nobilium centuria)              |                                                           |                                                          |
| Williamofskj (2 хорогви)                    | Wielamowski                            | Wielamowski 100                                                               | Marci Wielamowski                                                               | Wilamowski (100 коней)                                    | Wielamowski                                              |
| Mahomet Tatarz (2 хорогви)                  | Machowski (2 хорогви)                  | Acmetes 100                                                                   | Machmec Scythiae, hastatorum equitum centuriones                                | Achmet (100 коней)                                        |                                                          |
| Zacharias Tatars (2 хорогви)                | Zachariasz (1 хорогва)                 | Zacharias lanceatos 100                                                       | Zacharias Scythiae, hastatorum equitum centuriones                              | Zachariasz (100 коней)                                    |                                                          |
| Voluntarij (4 хорогви)                      | Voluntarij (2 хорогви)                 | Voluntarijs praefectus Komorowski (m. in. Kiszka 16, Talwosz 20 i Białozor 6) | voluntarij                                                                      | Wolontariusze (m. in. Kiszka 16, Talwosz 20 i Białozor 6) |                                                          |

## Хід битви

Схема битви

Ян Кароль Ходкевич, маючи менші сили, спробував ввести в оману супротивника, почав з атаки кавалерії під командуванням Дуброви на шведський лівий фланг, з подальшим удаванням відступом. Шведи вирішили, що противник почав відступати і спрямували в навздогін свою кавалерію. Піхота Речі Посполитої відкрила вогонь, завдавши шведам значних втрат, після чого гусари швидко перегрупувалися і кинулися на шведські бойові порядки. Шведські мушкетери змогли зробити один постріл, після чого приблизно 300 гусарів з роти Вінцента Війни вклинилися в центр бойових порядків шведської піхоти та скували основні сили.
У цей час гусари Дуброви перейшли в контратаку, відкинувши кавалерію Карла ІХ Вази за фланг власної піхоти, частина королівської кавалерії тікала, навздогін за нею кинулися легкоозброєні кавалеристи. Ліве крило шведів було розгромлено, на правому крилі гусари Яна Петра Сапєги вступили в бій. Карл ІХ кинув на праве крило всі резерви, включно з рейтарами, це був критичний момент. Ходкевич зрозумів, що у шведів не залишилося свіжих військ, і направив в бій хоругви Ляцького, який виконав обхідний маневр і розгромив королівських рейтарів. Потім кавалерія Ляцького обрушилася на шведську й німецьку піхоту — долю битви було вирішено, хоча шведи й німці билися стійко, вмираючи зі зброєю в руках, але тих, хто вдавався до втечі, наздоганяла легка кавалерія.

## Наслідки
Після поразки шведський король був змушений залишити облогу Риги, відмовитися від контролю над Лівонією. Перемир'я було підписано в кінці 1611 році, але 1617 року війна спалахнула знову.

### Монографії
- Barkman, B. Kungl. Svea Livgardes historia. Stockholm, 1938-1939, Bd. 2: 1560-1611.
- Górski, K. Historia piechoty  polskiej. Kraków, 1893 (Poznań, 2003).  [Архівовано 27 квітня 2017 у Wayback Machine.]
- Górski, K. Historia jazdy polskiej. Kraków, 1894 (Poznań, 2004).
- Hupert, W. Historia wojenna polskaw zarysie. Lwów, 1919.
- Korzon, T. Dzieje  wojen i wojskowości  polskiej. Lwów, 1912, T. 2 (Poznań, 2003).
- Kudelka, F. Bitwa pod Kircholmem. Warszawa, 1921.
- Kukiel, M. Zarys historii wojskowości w  Polsce. Kraków, 1929.
- Majewski, W. Kampania 1605 r. // Polskie tradycje wojskowe. Warszawa, 1990, T. 1, s. 232—239.
- Mankell, J. Uppgifter rörande svenska krigsmagtens styrka.... Stockholm, 1865.
- Naruszewicz,A. Historya Jana Karola Chodkiewicza, wojewody Wilenskiego, hetmana wielkiego W.X.L.  Warszawa 1781, T. 1.  [Архівовано 29 червня 2007 у Wayback Machine.]
- Nowak, T. Polska sztuka wojenna w czasach Odrodzenia. Warszawa, 1955.
- Petri, G. Kungl. Förstalivgrenadjärregementets historia. Stockholm, 1926.
- Ratajczak, L. Historia wojskowości. Warszawa, 1980.
- Svenska slagfäld. red. L. Ericson. Stockholm, 2003.
- Tranér, G. Kungl. Carl IXs Krig i Livland år 1602—1605. Stockholm, 1876.
- Wisner, H. Kircholm 1605. Warszawa, 1987.
- Сікора, Р. З історії польських крилатих гусарів. Київ: Дух і літера, 2012.

### Статті
- Antanavičius, D. Znane i nieznane źródłado kampanii kircholmskiej w 1605 roku // Wojny północne w XVI—XVII wieku. W czterechsetlecie bitwy pod Kircholmem. Toruń, 2007, s. 23—41.
- Balcerek, M. Wkład księstwa Kurlandii i Semigalii oraz powiatu piltyńskiego w bitwę pod Kircholmem w 1605 roku // Przegląd historyczno-wojskowy. Warszawa, 2009, № 2, s. 5—22.
- Balcerek, M. Liczebność, skład i szyk wojska hetmana litewskiego Jana Karola Chodkiewicza w bitwie podKircholmem na ordre de bataille Erika Dahlberga // Zapiski Historyczne. Toruń, 2009, T. 74, zeszyt 3, s. 7—23.
- Balcerek, М. Liczebność, skład i szyk obydwu walczących stron w bitwie pod Kircholmem // Kircholm 1605. Zeszyty Historyczne. pod red. J. Hryniewicza, Rīga, 2010, s. 17—44.
  - Balcerek, М. Ordre de Bataille armii walczących pod Kircholmem dnia 27 września 1605 r. 2013.
- Herbst, S. Kampania kircholmska 1605 r. // Zarys dziejów wojskowości polskiej do roku 1864. pod red. J. Sikorskiego. Warszawa, 1965, T. 1, s. 420—425.
- Hniłko, A. Plan bitwy pod Kircholmem Józefa Naronowicza-Narońskiego z r. 1659 // Przegląd Historyczno-Wojskowy. Warszawa, 1934, T. 7, s. 126—133.
- Kudelka, F. Bitwa pod Kircholmem // Ateneum. Warszawa, 1883, T. 3, s. 478—512.
- Rawski, W. Kircholm 1605. Refleksje w 400-lecie bitwy // Przegląd Historyczno—Wojskowy. Warszawa, 2005, T. 6, № 3, s. 145—172.
- Teodorczyk, J.; Żygulski jun., Z. Dwugłos o bitwie pod Kircholmem. Historia i ikonografia // Rocznik Historii Sztuki. Warszawa, 1999, T. 24, s. 97—130.
- Teodorczyk, J. Tajemnice zwycięstwa, czyli bitwa pod Kircholmem w ikonografii z XVIII w. // Muzealnictwo Wojskowe. Warszawa, 2005, T. 8, s. 373—402.
- Wisner, H. Bitwa kircholmska – pytania iwątpliwości // Wojny północne w XVI—XVII wieku. W czterechsetlecie bitwy pod Kircholmem. Toruń, 2007, s. 15—22.

### Довідники
- Kircholm // Mała encyklopedia wojskowa. Warszawa, 1970, T. 2.
- Laskowki, O. Kircholm // Encyklopedia Wojskowa. Warszawa 1934, T. 4, s. 236—241.